# Dekanat warecki
Dekanat warecki – jeden z 25 dekanatów rzymskokatolickich archidiecezji warszawskiej wchodzącej w skład metropolii warszawskiej.
W skład dekanatu wchodzi 10 parafii:
- parafia Przemienienia Pańskiego w Boglewicach
- parafia Św. Trójcy w Konarach
- parafia Św. Rodziny w Michalczewie
- parafia Św. Izydora Oracza w Nowej Wsi
- parafia Ofiarowania Najświętszej Maryi Panny w Ostrołęce
- parafia Św. Marii Magdaleny w Promnej
- parafia Matki Bożej Szkaplerznej w Warce
- parafia św. Mikołaja Biskupa w Warce
- parafia św. Małgorzaty we Wrociszewie
- parafia św. Jana Chrzciciela w Zbroszy Dużej